# Jennite
La jennite è un minerale.